# Melithaea amboinensis
Melithaea amboinensis is een zachte koraalsoort uit de familie Melithaeidae. De koraalsoort komt uit het geslacht Melithaea. Melithaea amboinensis werd in 1903 voor het eerst wetenschappelijk beschreven door Hentschel. 